# Indiopius cretensis
Indiopius cretensis är en stekelart som beskrevs av Fischer 1983. Indiopius cretensis ingår i släktet Indiopius och familjen bracksteklar. Inga underarter finns listade i Catalogue of Life.